# Хонгсакула, Апасра
Aпасра Хонгсакула (тайск.  อาภัสรา หงสกุล; род. 16 января 1947, Бангкок, Таиланд) — королева красоты, завоевавшая корону конкурса Мисс Вселенная 1965. Первая представительница Таиланда, победившая на конкурсе Мисс Вселенная.

## Биография
Апасра родилась в Бангкоке и окончила школу в Пенанге, Малайзия. Дважды в разводе, от каждого брака имеет по сыну. В первый раз она вышла замуж за двоюродного брата родственника короля Таиланда Рама IX (Пхумипон Адульядет).

### Участие в конкурсах
В 1964 году Апасра победила на конкурсе Мисс Таиланд, в это время она училась в университете.
Она победила на конкурсе Мисс Вселенная 1965 28 июля 1965.Известно и то, что перед конкурсом 'Мисс Вселенная', который в 1965 году проходил в американском Майами, Апасру инструктировала сама королева, учила её двигаться и правильно,«по-царски» держать голову.

### Участие в качестве судьи
Она возвращалась на конкурс в качестве судьи в 1973 и 1979 годах.

## После конкурса
- Апасра была назначена «культурным послом» министерством туризма Таиланда.
- Является президентом фирмы часов[3] Raymond Weil Watches.
- Она руководит развлекательным комплексом Apasra Beauty Slimming Spa в Бангкоке[3].

## Факты
- Miss Таиланд 1965, Aпасра Хонгсакула вскоре стала Мисс Вселенная.
- Она стала третьей представительницей Таиланда на конкурсе.
- Её тайское имя «Pook»
- Апасра представляла новую корону организации Мисс Вселенная и вручала её Мисс Вселенная 1991 Лупите Джонс из Мексики.